# 아라우부대
대한민국 필리핀 재해복구단(大韓民國 比律賓 災害復舊團, 영어: ROK Joint Support Group for the Philippines, 상징명칭 : 아라우부대(Araw 部隊, 영어: Araw Contingent))은 2013년 11월 8일 슈퍼태풍 하이옌으로 국토가 초토화된 필리핀 타클로반에 재건지원을 위하여 파병된 대한민국의 파병부대이다. 아라우(Araw)는 필리핀의 현지어로 태양, 희망, 날을 뜻한다. 의미는 '어둠 뒤에 태양이 온다!'이다. 2014년 12월 23일에 공식적으로 활동이 종료되었다.

## 파병 규모와 현황
전체 파병인원 520여명에 전차상륙함(LST) 2대(성인봉함, 비로봉함)와 굴착기등 재해복구에 필요한 장비 19종 30대, 물자 12종 35t등을 탑재한 대규모 파병으로서, 병력은 이라크로 파병된 자이툰 부대 다음으로 두번째로 많다. 한편 현지에 파병된 부대중 의료지원계열의 진료인원 숫자는 2월 27일 기준 5000명을 넘어서 가시적인 성과를 보이고 있다.

## 사건사고
2014년 8월 10일 필리핀 현지시각으로 오후 4시 이 부대 소속의 상병1명과 일병 2명이 휴일을 맞아 무료함을 달래려고 3시간가량 무단외출을 하여 타클로반 시내에서 당시 하계 휴양중인 필리핀 병사들의 권유로 술을 마시다가 필리핀 군 헌병대에 적발되어 다음날 귀국조치된 사건이 있었다. 3명의 병사는 송환된 후 징계처분을 받았다.

## 참고 프로그램
- 《MBC 일밤, 2부 진짜 사나이 61~64회》- 2013년작 예능프로그램

## 같이 보기
- 태풍 하이옌 (2013년)
- 단비부대
- 동명부대
- 상록수부대
- 한빛부대
- 대한민국의 평화유지활동